# Indigene Völker Südamerikas

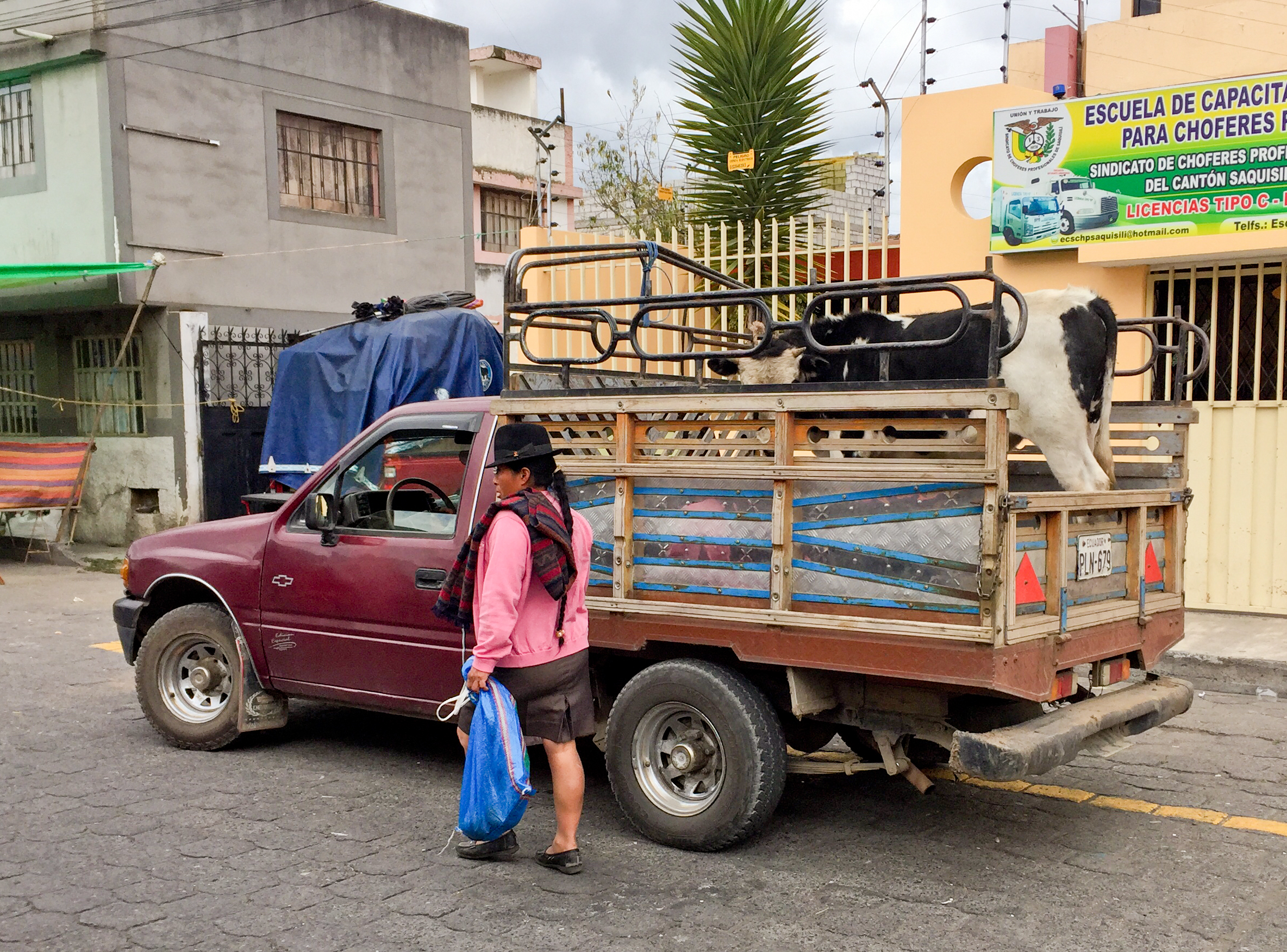
Die zahlenmäßig größte indigene Bevölkerung Südamerikas lebt in den Andenstaaten. Hier: Kichwa aus Ecuador in Saquisilí

Indigene Völker Südamerikas werden in Völker des Tieflandes und Völker der Anden unterschieden. Die Bezeichnungen Indianer oder Indios für alle diese Völker sind weit verbreitet. Indio wird allerdings von derart bezeichneten Menschen häufig als beleidigend empfunden. Die indigene Bevölkerung Südamerikas. wird häufig in Sprachfamilien eingeteilt, wie zum Beispiel Quechua, Aymara, Tupi mit  Mapuche; die Angehörigen dieser Sprachfamilien betrachten sich jedoch selbst nicht unbedingt als zusammengehörige Gruppe.

## Politische Situationen

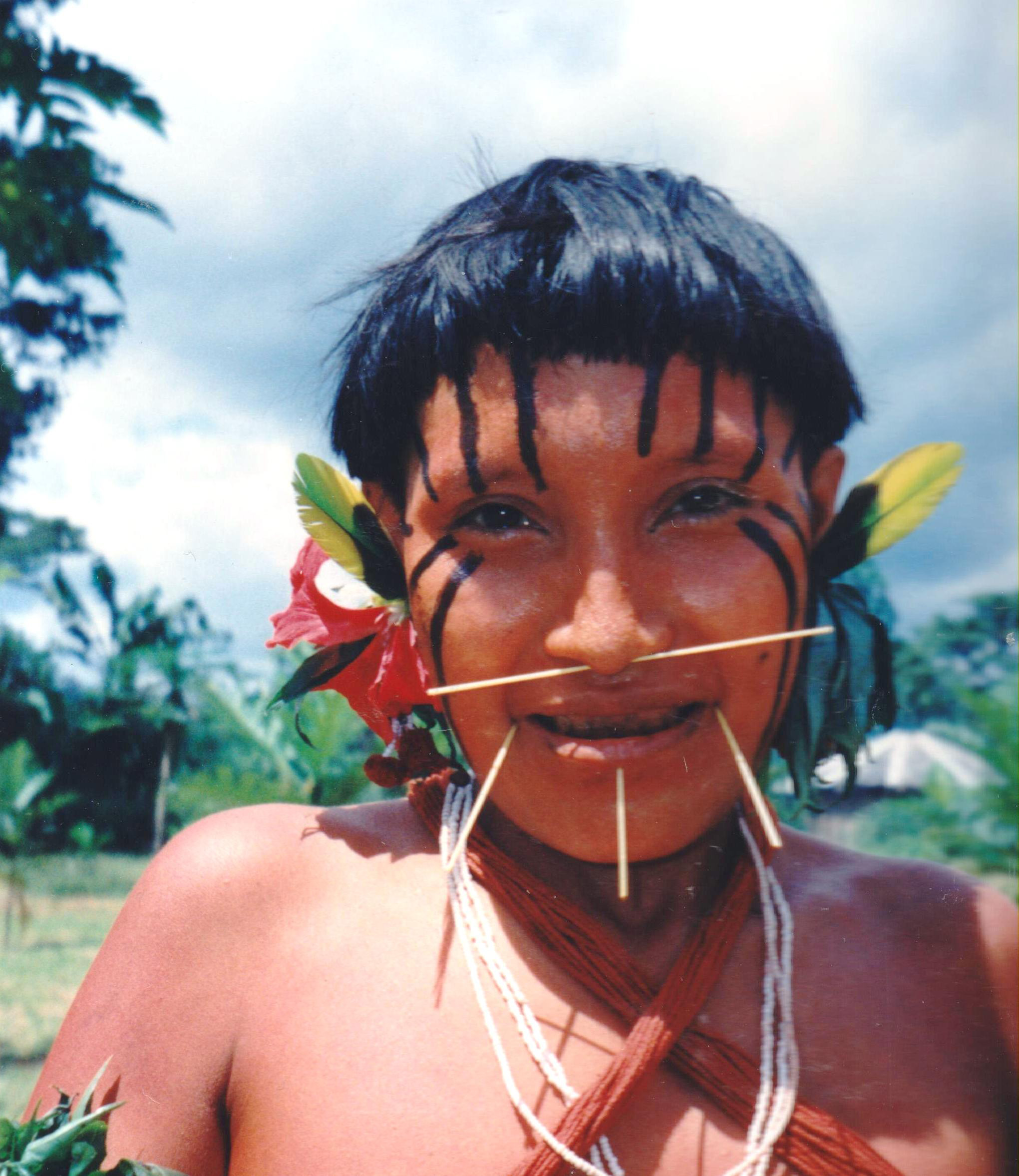
Zu den in Deutschland bekanntesten Indianern Südamerikas gehören die Yanomami, die heute über ein eigenes großes Territorium verfügen

Ähnlich den indigenen Völkern Mesoamerikas und der Karibik bilden auch in den meisten Staaten Südamerikas indigene Völker, wie zum Beispiel die indigenen Völker Argentiniens oder die Brasiliens, nur eine Minderheit und leben überwiegend in Armut. Einen wesentlichen Anteil der Bevölkerung haben sie jedoch in Ecuador, Bolivien und Peru.
Nur wenige indigene Völker haben es bis zur Anerkennung ihrer Sprache als Amtssprache gebracht, so die Guaraní (Paraguay), die Aymara und die Quechua (beide Peru und Bolivien).
Die indigenen Völker Südamerikas haben jeweils nationale Organisationen gegründet, über die sie ihre Interessen vertreten. 1984 wurde die COICA (Coordinadora de las Organizaciones Indígenas de la Cuenca Amazónica) als Dachverband der Amazonasvölker gegründet, ein Zusammenschluss verschiedener indigener Organisationen der Amazonasstaaten. Gegenwärtig dient die Agenda Indígena Amazónica als strategisches Leitbild für den Kampf um indigene Rechte. Diese ist als Eigenvertretung ein Gegenentwurf zu Behörden, die sich von staatlicher Seite um den Schutz der Indigenen kümmern sollten, die jedoch viel stärker vom politischen Willen des Staates dominiert werden. Das Beispiel der FUNAI zeigt deutlich, wie solche Behörden sich von ihrer eigentlichen Aufgabe entfremden können.
In den 1990er Jahren kam es zu einer starken lateinamerikaweiten Mobilisierung indigener Bewegungen. Diese führte zu tiefgreifenden Verfassungsänderungen in Kolumbien (1991), Peru (1993), Bolivien (1994), Ecuador (1998) und Venezuela (1999), in denen die spezifischen kulturellen Rechte der indigenen Völker anerkannt wurden. Darüber hinaus wurde die Konvention 169 der Internationalen Arbeitsorganisation, die die kulturellen Rechte und die begrenzte Autonomie der indigenen Völker anerkennt, von fast allen lateinamerikanischen Regierungen unterzeichnet: Kolumbien (1991), Bolivien (1991), Peru (1994), Guatemala (1996), Ecuador (1998), Brasilien (2002) und Venezuela (2002).
In den letzten Jahren gelang es einigen indigenen Personen, wichtige Rollen in der politischen Landschaft zu übernehmen, wie den peruanischen Ex-Präsidenten Alejandro Toledo und Ollanta Humala oder dem ersten indigenen Präsidenten Boliviens, Evo Morales. Aufgrund der traditionellen starken Allianzen der wirtschaftlich starken weißen Elite mit rechten politischen Bewegungen finden sich indigene Politiker fast durchwegs auf der linken Seite des politischen Spektrums, im Falle von Ollanta Humala allerdings mit einer stark nationalistischen Ideologie verbunden. Bei dieser Zuordnung wurden allerdings nur die physischen Merkmale Toledos und Humalas berücksichtigt: Beide gehören kulturell zu den Mestizos.
In Brasilien, wo die Völker des Amazonasbeckens praktisch rechtlos und stiller Vertreibung ausgesetzt sind und das Abholzen des Urwalds rasch fortschreitet, hat sich ihre Situation in den letzten Jahren etwas gebessert. Anteil daran hat etwa Bischof Erwin Kräutler von der Diözese Xingu, dessen Einsatz für Umweltschutz und die Menschenrechte etwa der indigenen Gruppe der Xingu im September 2010 mit dem Right Livelihood Award gewürdigt wurde. Mit dem Preisgeld werden u. a. Rechtsmittel gegen das riesige Kraftwerksprojekt des Staudamms Belo Monte finanziert. Die Indigenen-Organisationen hoffen, dass der Rechtsbruch gegen Brasiliens Umweltgesetze nun durch die internationale Aufmerksamkeit verhindert werden kann.

## Geschichte
Die Geschichte und selbst die Gegenwart zahlreicher Völker, vor allem im Regenwaldgebiet, ist weitgehend unbekannt, obwohl bereits viele Ethnographien zu verschiedenen ethnischen Gruppen Südamerikas verfasst wurden. Erst Mitte Juni 2011 bestätigten Behörden die Existenz eines bisher noch nicht gesichteten unkontaktierten Volkes mit ungefähr 200 Angehörigen. Das Dorf befindet sich im Javari-Tal nahe der Grenze Perus und wurde von FUNAI während eines Überflugs über das Gebiet gesichtet. Unkontaktierte Völker gehören zu den gefährdetsten Menschen weltweit, da sie keinerlei Resistenz gegen Krankheiten wie Grippe, Masern usw. aufweisen. Es ist daher streng untersagt, mit ihnen Kontakt aufzunehmen, zumal sie selbst sich unter Anwendung von Waffengewalt dagegen wehren. Vermutlich liegt dieser Abwehr die Erfahrung zugrunde, dass mehr als die Hälfte der Völker, die in der Vergangenheit Kontakt aufgenommen haben, durch die genannten Krankheiten getötet wurde. 24 dieser Völker sind in Brasilien staatlich anerkannt, weitere 44 werden von Völkerkundlern vermutet.

## Kulturen
(vergleiche Haupt-Kulturareal Südamerika nach Hunter und Whitten)

Indigenas bei der Körperbemalung für ein Tanzritual im Reservat Maraiwatséde der Xavantes

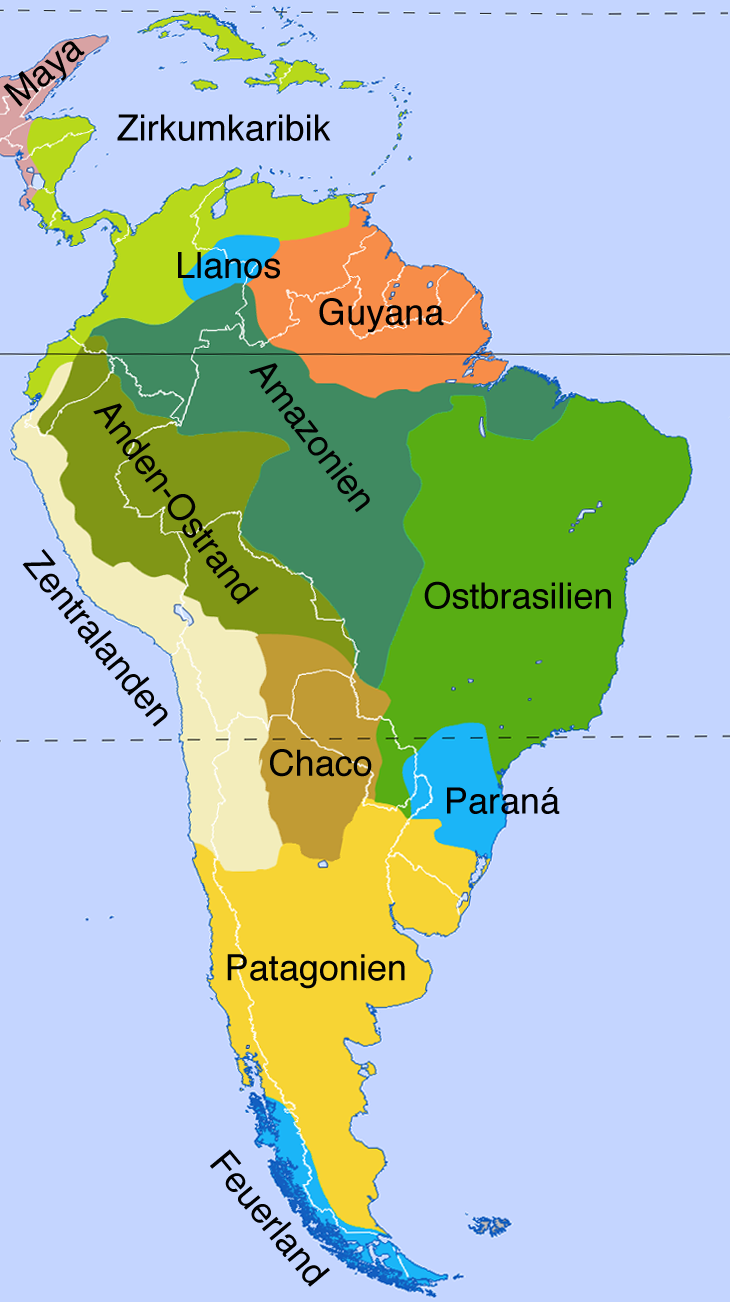
Kulturareale Südamerikas nach Münzel

Die indigenen Kulturen Südamerikas sind sehr vielfältig, unter anderem bedingt durch die enormen Unterschiede von Klima und Landschaft – und damit Lebenswirklichkeiten – in einem geographischen Gebiet, das sich von der Karibikküste bis Feuerland und vom Hochplateau der Anden bis zur Amazonasmündung erstreckt.
Die frühen Versuche einer Abgrenzung verschiedener Kulturareale durch Otis Mason 1896 (8 Areale) oder Clark Wissler 1912 (5 Areale) konnten sich im Gegensatz zu den Nordamerikanischen Kulturarealen nicht durchsetzen.
Erst in den 1940er Jahren entwarf Julian Steward eine Einteilung für das Handbook of South American Indians (12 Areale), die 1978 von dem deutschen Ethnologen Mark Münzel in etwas abgewandelter Form (11 Areale) übernommen wurde. Im Gegensatz zu Nordamerika sind viele indigene Elemente in Lateinamerika heute noch prägend.
Die Gemeinsamkeiten in der Geschichte der indigenen Bevölkerung Südamerikas bestehen vor allem in der Erfahrung der Unterwerfung und des kulturellen Identitätsverlustes im Rahmen des Kolonialismus durch die iberischen Nationen Spanien und Portugal und ihre Nachfolge-Nationen.
| Kulturareal   | Lebensraum und Gemeinsamkeiten | Beispielethnien und -nationen                                                      |
| ------------- | --- | ---------------------------------------------------------------------------------- |
| Zirkumkaribik | Tropische Savannen, Feucht- u. Regenwälder: zumeist sesshafter Feldbau (Mais, Bohnen, Kürbisse, Maniok, Kartoffeln); oft Häuptlingstümer, Einflüsse von den süd- u. mittelamerikanischen Hochkulturen, heterogen, Prestigestreben                                                                             | Kuna, Emberá, Paez, Achagua, Chibcha, Ika, (Guahibo)                               |
| Zentralanden  | Anden-Hochlandsteppen: sesshafter Fruchtfolge-Ackerbau und Bewässerungsterrassen (Kartoffel, sowie enorme Feldfrucht-Vielfalt), Lama-Zucht; theokratische Staaten, Tiwanaku-, Wari- und Inka-Tradition, Ayllu-Dorfstruktur, Pachamama, span.-ind. Trachten                                                    | Quechua, Aymara, Kolla, Huanca, Atacameño,                                         |
| Patagonien    | trockengemäßigte Offenlandschaften u. gemäßigte Laub- und Nadelwälder der Anden: halbsesshafter Feldbau (Mais, Bohnen, Kartoffeln), Sammeln (Araukarienfrüchte) und Jagd (Guanako u. Nandu, Meeressäuger), später Viehzucht (Lama, Rind, Pferd); egalitäre Horden, ehem. südamerikanische Reiterkrieger, Bola | Mapuche, Picunche, Huilliche, Tehuelche, Puelche, (Het)                            |
| Chaco         | Tropische Trockenwälder u. Dornsavanne: halbsesshafte Fruchtsammler, später Reiterkrieger, Fischfang, wenig Wanderfeldbau; egalitäre Gruppen oder Stammesgesellschaften | Wichí, Guaycurú, Toba, Chiriguano, Ayoreo, Terena                                  |
| Llanos        | Uneinheitliche „marginale Gruppen“ in Rückzugsgebieten, nomadische oder halbnomadische Jäger und Sammler bis Anfang des 20. Jh., selten rudimentärer Feld- oder Gartenbau; egalitäre Horden | Feuchtsavannen u. Monsunwälder: Wayapopihíwi, Otomaken, Achagua                    |
| Paraná        | Uneinheitliche „marginale Gruppen“ in Rückzugsgebieten, nomadische oder halbnomadische Jäger und Sammler bis Anfang des 20. Jh., selten rudimentärer Feld- oder Gartenbau; egalitäre Horden | subtropische Feuchtwälder u. Trockensteppen: Mbyá, Bororo, Kaingang, Aché          |
| Feuerland     | Uneinheitliche „marginale Gruppen“ in Rückzugsgebieten, nomadische oder halbnomadische Jäger und Sammler bis Anfang des 20. Jh., selten rudimentärer Feld- oder Gartenbau; egalitäre Horden | gemäßigte Küstenregenwälder u. Magellan-Tundra: Selk’nam, Yámana, Chonos, Qawasqar |
| Anden-Ostrand | tropischer Hochlandregenwald: Brandrodungsanbau (Mais, Maniok, große Vielfalt) und Jagd; egalitäre Horden, Einfluss bzw. Feindschaft der Inka | Shuar, Huaorani, Shipibo, Asháninka, Machiguenga,                                  |
| Guyana        | gemischte trockene u. feuchte Tropenlandschaften: halbsesshafter Feldbau (Maniok), Jagen, Fischen; Häuptlingstümer, Einflüsse der beiden Hochkulturen | Kariben, Arawak, Waiwai, Ye’kuana, Yanomami, Waimiri                               |
| Amazonien     | tropischer Tieflandregenwald: zumeist halbsesshafter Gartenbau (Papaya, Guave, Avocado), Wanderfeldbau (Maniok), Jagd, Fischfang und Handel; zumeist Häuptlingstümer, häufige Konflikte mit Nachbargruppen, Einheit Natur/Kultur, intens. Zeremonialleben                                                     | Ticuna, Munduruku, Cinta Larga, (Nambikwara), (Maku)                               |
| Ostbrasilien  | Tropische Savannen: halbsesshafter Brandrodungs-Feldbau (Maniok), Sammeln, Jagd und Fischfang; Stammesgesellschaften, dialektische Religionen | Xavante, Kayapó, Botokuden, Xerente, Xingu, (Tupi, Guaraní)                        |

### Hochkulturen
Im Gegensatz zu den Hochkulturen Mittelamerikas gab es in Südamerika in vorkolumbischer Zeit nach heutigem Stand der Forschung keine Schrift im heutigen Sinne. Die Knotenschrift Quipu der Inka bestand nach heutigem Wissensstand ausschließlich aus Ziffern und diente im Wesentlichen zur Erfassung statistischer Daten. Neuere Forschungen behaupten, dass auch die in Textilien gewebten Tocapu-Muster schriftähnlich verwendet wurden.
Als Hochkulturen galten vor allem die Völker Perus, nach dem Beginn der Kultivierung von Mais und der Einführung der Töpferei um 2000 v. Chr. Beginn der Metallbearbeitung um das Jahr 1 (erst Gold, dann Kupfer und Silber). Bronze wurde seit etwa 1000 verarbeitet.

### Religion
Berichte über die ursprünglichen Religionen Südamerikas finden sich vor allem in Berichten europäischer Missionare und Reisender. Jedoch bieten auch zahlreiche archäologische Fundstätten Einblick in die religiöse Geisteswelt der Bewohner. Vereinfachend gesprochen koexistierten im andinen Raum animistische Traditionen mit Formen organisierter Priesterreligion im Interesse des Staates (inkaischer Sonnenkult), während bei den Völkern des Tieflandes letzteres Element fehlt.
Heute ist ein Großteil der Angehörigen der indigenen Völker römisch-katholisch, in Brasilien beispielsweise bekennen sich offiziell nur noch etwa 4 % der Indigenen zu ihrem traditionellen Glauben. In jüngerer Zeit sind die Völker vielerorts dem Proselytismus durch evangelikale Missionare ausgesetzt, welche oft geltende Gesetze zu ihrem Schutz missachten und wenig Rücksicht auf kulturelle Belange und Traditionen nehmen.
Elemente indigener Weltanschauung (Pachamama, Sumak kawsay) haben 2008 und 2009 an zentraler Stelle Eingang in die neuen Verfassungen Ecuadors und Boliviens gefunden. Sie werden dort mit dem Ziel einer nachhaltigen Entwicklung verbunden.